# Dhruva Dharavarsha

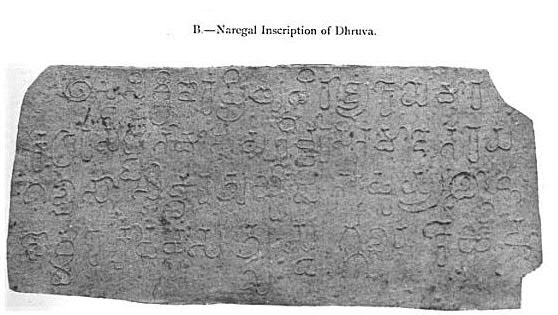
Fragmento de inscripción en kannada antiguo de Naregal del rey rashtrakuta Dhruva Dharavarsha.

Dhruva' Dharavarsha (gobernó entre 780 y 793 a. C.) fue uno de los gobernantes más notables del Imperio Rashtrakuta. Subió al trono tras sustituir a su hermano mayor Govinda II. Govinda II se había vuelto impopular entre sus súbditos a causa de sus diversas faltas como gobernante, incluida la excesiva indulgencia con los placeres sensuales. Esto, según el historiador Kamath, se desprende de las placas de Karhad de Krishna III.
El otorgamiento de Dhulia de 779 y la inscripción de Garugadahalli de 782 proclaman emperador a Dhruva. Aunque algunos historiadores afirman que e rebeló y se apoderó del trono, otros historiadores opinan que la transición del trono de Govinda II a Dhruva fue pacífica y puede haber ocurrido voluntariamente. He earned titles like Kalivallabha, Srivallabha, Dharavarsha, Maharajadhiraja y Parameshvara.

## Éxitos en el norte y el este
Dhruva Dharavarsha tenía una gran aspiración política y persiguió activamente el objetivo de ampliar las fronteras de la dominación Rashtrakuta. En el norte de la India, sometió a los gobernantes de Kannauj. En el centro de la India, derrotó a Vatsaraja del Imperio Gurjara Prathihara, y a Dharmapala del Imperio Pala de Bengala (que ansiaba gobernar Kannauj) en una batalla en el Ganges - Yamuna doab. Sin embargo, estas grandes victorias no le reportaron ganancias territoriales permanentes, sino sólo mucha ganancia material y fama. No obstante, otro historiador ha afirmado que el imperio de Dhruva se extendía desde Ayodhya en el norte hasta Rameshvaram en el sur.

## Victorias en el Decán y el sur
Humilló a Vishnuvardhana IV, un rey oriental o vengi Chalukya en 784 y forjó una alianza casándose con su hija llamada Silabhattarika según la concesión de Jetvai de 786. A partir de entonces, derrotó a Shivamara II, el gobernante de la Dinastía Ganga Occidental del Gangavadi, y lo encarceló y nombró a su propio hijo, el príncipe Kambarasa como gobernador. También obligó al Pallava Nandivarman II a aceptar la soberanía de Rashtrakuta, que le pagó generosamente con muchos elefantes. Emprendió campañas a Kanchi en 785 y de nuevo contra la Dinastía Ganga Occidental en 788.